# Ariranha do Ivaí
Ariranha do Ivaí là một đô thị thuộc bang Paraná, Brasil. Đô thị này có diện tích 240,625 km², dân số năm 2007 là 2568 người, mật độ 10,5 người/km².